# بيرند ويغنر
بيرند ويغنر (بالألمانية: Bernd Wegner)‏ هو أستاذ جامعي ألماني، ولد في 1 أكتوبر 1949 في أوبرهاوزن في ألمانيا.